# Campionati mondiali di pugilato dilettanti 1993
I Campionati mondiali di pugilato dilettanti del 1993 (AIBA World Boxing Championships) si sono tenuti a Tampere, in Finlandia, dal 7 al 16 maggio.

## Risultati

### Pesi Minimosca
| Medaglia | Atleta              | Paese       |  |
| -------- | ------------------- | ----------- |  |
|          | Nshan Munchyan      | Armenia     |  |
|          | Daniel Petrov       | Bulgaria    |  |
|          | Albert Guardado     | Stati Uniti |  |
|          | Erdenet Tsogtjargal | Mongolia    |  |

### Pesi Mosca
| Medaglia | Atleta             | Paese      |  |
| -------- | ------------------ | ---------- |  |
|          | Waldemar Font      | Cuba       |  |
|          | Kikmatulla Ahmedov | Uzbekistan |  |
|          | Hassan Mustafa     | Egitto     |  |
|          | Damaen Kelly       | Irlanda    |  |

### Pesi Gallo
| Medaglia | Atleta             | Paese    |  |
| -------- | ------------------ | -------- |  |
|          | Aleksandar Hristov | Bulgaria |  |
|          | Joel Casamayor     | Cuba     |  |
|          | Vladyslav Antonov  | Russia   |  |
|          | Ilhan Güler        | Turchia  |  |

### Pesi Piuma
| Medaglia | Atleta            | Paese    |  |
| -------- | ----------------- | -------- |  |
|          | Serafim Todorov   | Bulgaria |  |
|          | Enrique Carrion   | Cuba     |  |
|          | Ramaz Paliani     | Georgia  |  |
|          | Marcelica Tudoriu | Romania  |  |

### Pesi Leggeri
| Medaglia | Atleta          | Paese       |  |
| -------- | --------------- | ----------- |  |
|          | Damian Austin   | Cuba        |  |
|          | Larry Nicholson | Stati Uniti |  |
|          | Tibor Rafael    | Slovacchia  |  |
|          | Vasile Nistor   | Romania     |  |

### Pesi Superleggeri
| Medaglia | Atleta        | Paese     |  |
| -------- | ------------- | --------- |  |
|          | Héctor Vinent | Cuba      |  |
|          | Jyri Kjäll    | Finlandia |  |
|          | Oleg Saitov   | Russia    |  |
|          | Oktay Urkal   | Germania  |  |

### Pesi Welter
| Medaglia | Atleta                | Paese    |  |
| -------- | --------------------- | -------- |  |
|          | Juan Hernández Sierra | Cuba     |  |
|          | Vitalis Karpaczauskas | Lituania |  |
|          | Sergei Gorodnichev    | Ucraina  |  |
|          | Andreas Otto          | Germania |  |

### Pesi Superwelter
| Medaglia | Atleta           | Paese    |  |
| -------- | ---------------- | -------- |  |
|          | Francisc Vaștag  | Romania  |  |
|          | Alfredo Duvergel | Cuba     |  |
|          | Sergey Karavayev | Russia   |  |
|          | Geir Hitland     | Norvegia |  |

### Pesi Medi
| Medaglia | Atleta          | Paese       |  |
| -------- | --------------- | ----------- |  |
|          | Ariel Hernández | Cuba        |  |
|          | Akın Kuloğlu    | Turchia     |  |
|          | Raymond Joval   | Paesi Bassi |  |
|          | Vassiliy Jirov  | Kazakistan  |  |

### Pesi Mediomassimi
| Medaglia | Atleta               | Paese   |  |
| -------- | -------------------- | ------- |  |
|          | Ramón Garbey         | Cuba    |  |
|          | Jacklord Jacobs      | Nigeria |  |
|          | Robert Dale Brown    | Canada  |  |
|          | Rostislav Saulichniy | Ucraina |  |

### Pesi Massimi
| Medaglia | Atleta            | Paese   |  |
| -------- | ----------------- | ------- |  |
|          | Félix Savón       | Cuba    |  |
|          | Georgi Kandelaki  | Georgia |  |
|          | Stéphane Allouane | Francia |  |
|          | Archak Avartakian | Armenia |  |

### Pesi Supermassimi
| Medaglia | Atleta            | Paese       |  |
| -------- | ----------------- | ----------- |  |
|          | Roberto Balado    | Cuba        |  |
|          | Svilen Rusinov    | Bulgaria    |  |
|          | Yevgeniy Belousov | Russia      |  |
|          | Jo-el Scott       | Stati Uniti |  |

## Medagliere
| Posizione | Nazione     |    |    |    | Totale |
| 1         | Cuba        | 8  | 3  | 0  | 11     |
| 2         | Bulgaria    | 2  | 2  | 0  | 4      |
| 3         | Romania     | 1  | 0  | 2  | 3      |
| 4         | Armenia     | 1  | 0  | 1  | 2      |
| 5         | Stati Uniti | 0  | 1  | 2  | 3      |
| 6         | Georgia     | 0  | 1  | 1  | 2      |
| 6         | Turchia     | 0  | 1  | 1  | 2      |
| 8         | Finlandia   | 0  | 1  | 0  | 1      |
| 8         | Lituania    | 0  | 1  | 0  | 1      |
| 8         | Nigeria     | 0  | 1  | 0  | 1      |
| 8         | Uzbekistan  | 0  | 1  | 0  | 1      |
| 12        | Russia      | 0  | 0  | 4  | 4      |
| 13        | Germania    | 0  | 0  | 2  | 2      |
| 13        | Ucraina     | 0  | 0  | 2  | 2      |
| 15        | Canada      | 0  | 0  | 1  | 1      |
| 15        | Egitto      | 0  | 0  | 1  | 1      |
| 15        | Francia     | 0  | 0  | 1  | 1      |
| 15        | Irlanda     | 0  | 0  | 1  | 1      |
| 15        | Kazakistan  | 0  | 0  | 1  | 1      |
| 15        | Mongolia    | 0  | 0  | 1  | 1      |
| 15        | Norvegia    | 0  | 0  | 1  | 1      |
| 15        | Paesi Bassi | 0  | 0  | 1  | 1      |
| 15        | Slovacchia  | 0  | 0  | 1  | 1      |
| Totale    | Totale      | 12 | 12 | 24 | 48     |